# فهرست زنان ورزشکار ایران
فهرست زنان ورزشکار ایران فهرستی از زنان ورزشکار سرشناس ایرانی است.
این فهرست شامل بانوان ایرانی است که در مسابقات رسمی جهانی کاراته (مانند SKI، WKF و سایر فدراسیون‌های معتبر) موفق به کسب مدال شده‌اند یا سابقه عضویت در تیم ملی کاراته ایران دارند.
مهسا سالار به‌دلیل کسب مدال جهانی در مسابقات رسمی بین‌المللی، عضویت در تیم ملی و فعالیت در سطح داوری ملی، مشمول معیارهای شمول ورزشکاران در ویکی‌پدیاست.
مهسا سالار

## اتومبیل‌رانی
- لاله صدیق قهرمان اتومبیل‌رانی (مشترک زنان و مردان) در ایران؛ او به «شوماخر ایرانی» معروف است.[۱]
- تارا قضاتی
- زهره وطن‌خواه

## بسکتبال
- سیمین شفیقی
- آیرین آرتونینان
- وانا موسی خانیان
- ادنا عیسائیان
- وانه خچومیان
- نارینه آرتاشیان

## موتور سواری
- شیما مهری
- نورا نراقی
- شهرزاد نظیفی
- شیرین احمدی ادیب
- آتنا گمار
- تارا قضاتی

## اسکی
- فروغ عباسی
- مرجان کلهر
- فرزانه رضاسلطانی

## کوهنوردی
- لیلا اسفندیاری هیمالیانورد سرشناس ایرانی که در قله گاشربروم ۲ به علت سقوط کشته شد
- مهری جعفری
- فرناز اسماعیل‌زاده

## چوگان
- گلناز وکیل‌گیلانی

## تنیس
- ارغوان رضائی قهرمان تنیس ایرانی‌تبار که هم‌اکنون در فرانسه بازی می‌کند. او به «ملکه تنیس ایران» معروف است.[۲][۳]
- یاسمین سعادت، اولین زن تنیسور ایرانی با حجاب اسلامی در مسابقات بین‌المللی.[۴]
- اسکل گمار

## تنیس روی میز
- ندا شهسواری[۵]

## قایقرانی
1. هما حسینی: قایقران و بازیکن بسکتبال؛ پرچم‌دار کاروان ایران در المپیک ۲۰۰۸ پکن[۶]
2. مینا علیزاده
3. آرزو معتمدی
4. آرزو حکیمی (حضور در المپیک ۲۰۱۲)
5. سولماز عباسی (حضور در المپیک ۲۰۱۲)
6. حمیرا برزگر
7. مهسا جاور
8. نازنین ملائی
9. هدیه کاظمی
10. فرحناز امیرشقاقی (مدیر تیم‌های ملی)
11. مائده طهماسبی (قهرمان آسیا،فینالیستB مسابقات جهانی)
12. سارا زینالی (کاپیتان و مربی تیم ملی دراگون بوت)[۷]

## تیراندازی
- لیدا فریمان: اولین پرچم‌دار زن کاروان ورزشی ایران در المپیک و اولین بانوی شرکت‌کننده از ایران در رشته تیراندازی در تاریخ المپیک و همچنین اولین بانوی ورزشکار ایرانی شرکت‌کننده در المپیک پس از انقلاب اسلامی ایران[۸]
- نسیم حسن‌پور: شرکت‌کننده ایرانی در المپیک یونان[۹]
- منیژه کاظمی: شرکت‌کننده ایرانی در المپیک سیدنی[۱۰]
- نسیم حسن پور (حضور در المپیک ۲۰۰۴ آتن)
- شیوا سوری[۱۱]
- اسما ضیایی[۱۱]
- نجمه آبتین: شرکت‌کننده ایرانی در المپیک ۲۰۰۸ پکن
- الهه احمدی[۱۲]
- مه‌لقا جام بزرگ (حضور در المپیک ۲۰۱۲)
- نرجس امامقلی‌نژاد
- نجمه خدمتی
- ساره جوانمردی
- گلنوش سبقت الهی
- تارا قضاتی

## تیر و کمان
- زهرا نعمتی
- زهرا دهقان
- ملیکا عبدالکریمی
- مهناز عبدالکریمی

## شمشیربازی
- ژیلا الماسی (حضور در المپیک ۱۹۷۶)
- گیتی محبان (حضور در المپیک ۱۹۷۶)
- مریم آچاک (حضور در المپیک ۱۹۷۶)

## ژیمناستیک
- جمیله سروری (حضور در المپیک ۱۹۶۴)
- سپیده رحیمی

## دو میدانی
- ژانت کهن-صدق (متوفی در سانحه رانندگی در سال ۱۹۷۲)
- سپیده توکلی
- لیلا رجبی
- مریم طوسی
- فرزانه فصیحی[۱۳]
- مارال فیض‌بخش
- پریسا بهزادی

## سنگنوردی
- نسیم یوسفی سرمربی سابق تیم ملی سنگنوردی زنان ایران؛ دوچرخه‌سوار[۱۴]
- الناز رکابی

## شطرنج
- آتوسا پورکاشیان: استاد بین‌المللی بانوان شطرنج و قهرمان شطرنج دختران زیر ۱۲ سال جهان[۱۵]؛ نماینده ایران در مسابقات جام جهانی روسیه[۱۶][۱۷]
- شادی پریدر: استاد بزرگ بانوان شطرنج
- میترا حجازی پور
- شایسته قادرپور
- غزل حکیمی فرد
- مونا سلمان ماهینی: صدرنشین مسابقات شطرنج زنان[۱۸]
- نینا همتی زاده[۱۸]
- سارا خادم الشریعه

## شنا
- شیرین گرامی
- عاطفه گمار

## دوچرخه‌سواری
- نسیم یوسفی[۱۴]
- فرانک پرتوآذر
- زینب ساسانیان

## هاکی
- مارال راسخی[۱۹]

## هندبال
- سارا عبدالملکی (عضو تیم ملی راگبی و مربی و داور هندبال)

## والیبال،فوتبالوفوتسال

### والیبال

تیم ملی والیبال، دقایقی پیش از دریافت نخستین مدال تاریخ ورزش بانوان ایران. دوشنبه ۲۸ آذر ماه ۱۳۴۵ در تالار سرپوشیده بانکوک. بانوان شایسته بترتیب از راست: دکتر لیلی امامی، دکتر عذرا ملک، ژاله سید هادی‌زاده، پری فردی، دکتر مینا فتحی، روحی پند نواز، نسرین شکوفی، مهری خرازی و ماری تت (کاپیتان)

- ماری تت
- اشرف وحیدیان
- روحی پندنواز
- زینب گیوه
- فرنوش شیخی
- مائده برهانی
- نگار کیانی
- نگین شیرتری
- نیلوفر ابراهیمی
- نیلوفر ابراهیمی (مربی)
- تارا قضاتی
- آتنا گمار

### فوتبال
- مریم ایراندوست
- زهرا قنبری
- سارا قمی
- شبنم بهشت
- شقایق نوری زاده
- عزیزه کریمی پور[۲۰]
- وحیده ایثاری

### فوتسال
- نیلوفر اردلان
- سارا شیربیگی
- فرشته کریمی
- نغمه مرادی

## هنرهای رزمی

### کاراته
- حمیده عباسعلی
- سمانه خوش قدم (مربی)
- ملیکا احدی
- مهسا سالار کاراته‌کای ایرانی، عضو پیشین تیم ملی و دارای مقام جهانی

### تکواندو
- ناهید کیانی (برنز قهرمانی آسیا ۲۰۱۶ فیلیپین ، برنده سهمیه المپیک 2020 توکیو،اولین بانوی فینالیست در المپیک و کسب نشان نقره در المپیک ۲۰۲۴ )
- سارا خوش‌جمال فکری: کسب نشان برنز و سهمیه المپیک در رشته تکواندو در رقابت‌های آسیایی ویتنام؛ شرکت‌کننده ایرانی در المپیک ۲۰۰۸ پکن؛
- راحله آسمانی (تکواندو)[۲۱]
- سوسن حاجی‌پور (تکواندو - حضور در المپیک ۲۰۱۲)
- کیمیا علیزاده (کسب مدال برنز المپیک ۲۰۱۶ برای اولین بار زنان ورزشکار ایران)
- اکرم خدابنده
- بهاره قادریان
- شکرانه ایزدی
- مبینا نعمت زاده(کسب مدال برنز المپیک۲۰۲۴)

### ووشو
- فیروزه دهقان: کسب نشان برنز ووشوکاران زن در رقابت‌های جهانی چین - کسب دو سهمیه مسابقه غیررسمی ووشو در بازیهای المپیک ۲۰۰۸ پکن،[۲۲] بازدید ۱۲ دسامبر ۲۰۰۷
- هانیه رجبی (ووشو)[۲۳]
- هدیه تهرانی
- خدیجه آزادپور
- حمیده برخور
- نفیسه پورگنجی
- الهه منصوریان

### کونگ فو
- زهرا دهقان

### کیک بوکس
- اسماء بیات پور[۲۴]